# Mike Aamodt
Michael G. Aamodt (sinh ngày 1 tháng 9 năm 1957) là một giáo sư tâm lý học tổ chức và công nghiệp người Mỹ tại Đại học Radford. Ông đã xuất bản hơn 50 bài báo trên tạp chí chuyên nghiệp và trình bày hơn 100 bài báo tại các hội nghị chuyên môn.
Ông nhận bằng Cử nhân tâm lý tại Đại học Pepperdine ở Malibu, California và bằng Thạc sĩ và Tiến sĩ từ Đại học Arkansas. Ông có ba cháu gái, Emily Aamodt, Kitty Aamodt, và Liz Aamodt đang sống ở California.

## Xuất bản phẩm

### Sách
- Industrial/Organizational Psychology: An Applied Approach
- Research in Law Enforcement Selection
- Law Enforcement Selection: Research Summaries
- Understanding Statistics: A Guide for I/O Psychologists and Human Resource Professionals
- Human Relations in Business

### Tập san
- Applied HRM Research
- Journal of Police and Criminal Psychology
- Criminal Justice and Behavior